# Robin Cousins
Robin Cousins (Bristol, 17 agosto 1957) è un ex pattinatore artistico su ghiaccio britannico.
Era specializzato nel pattinaggio di figura.

## Palmarès
| Internazionali            | Internazionali | Internazionali | Internazionali | Internazionali | Internazionali | Internazionali | Internazionali | Internazionali |
| Evento                    | 1972–73        | 1973–74        | 1974–75        | 1975–76        | 1976–77        | 1977–78        | 1978–79        | 1979–80        |
| ------------------------- | -------------- | -------------- | -------------- | -------------- | -------------- | -------------- | -------------- | -------------- |
| Giochi olimpici invernali |                |                |                | 10°            |                |                |                | 1°             |
| Campionati mondiali       |                |                | 12°            | 9°             | R              | 3°             | 2°             | 2°             |
| Campionati europei        | 15°            | 11°            | 11°            | 6°             | 3°             | 3°             | 3°             | 1°             |
| Skate Canada              |                |                |                |                | 2°             | 1°             |                |                |
| NHK Trophy                |                |                |                |                |                |                |                | 1°             |
| St. Gervais International |                |                |                |                | 1°             |                |                |                |
| Nazionali                 |                |                |                |                |                |                |                |                |
| Campionati britannici     | 3°             | 2°             | 2°             | 2°             | 1°             | 1°             | 1°             | 1°             |
| R = Ritirato              |                |                |                |                |                |                |                |                |

1. ↑   Risultati Giochi olimpici, su sports-reference.com. URL consultato il 22 aprile 2023 (archiviato dall'url originale il 17 aprile 2020).
2. ↑   Risultati Campionati del mondo competizione maschile (PDF), su isu.org. URL consultato il 22 aprile 2023 (archiviato dall'url originale il 6 novembre 2012).
3. ↑   Risultati Campionati europei competizione maschile (PDF), su isu.org. URL consultato il 22 aprile 2023 (archiviato dall'url originale il 13 maggio 2013).
4. ↑   Canadian Result Book Vol. 2 (PDF), su skatecanada.ca. URL consultato il 16 maggio 2023 (archiviato dall'url originale il 20 settembre 2009).
5. ↑   Skate Canada International 1973-2014 (PDF), su skatecanada.ca. URL consultato il 16 maggio 2023 (archiviato dall'url originale il 1º febbraio 2016).